# Campo Largo (Argentina)
Campo Largo è una città dell'Argentina, situata nella provincia del Chaco.